# 正佳广场

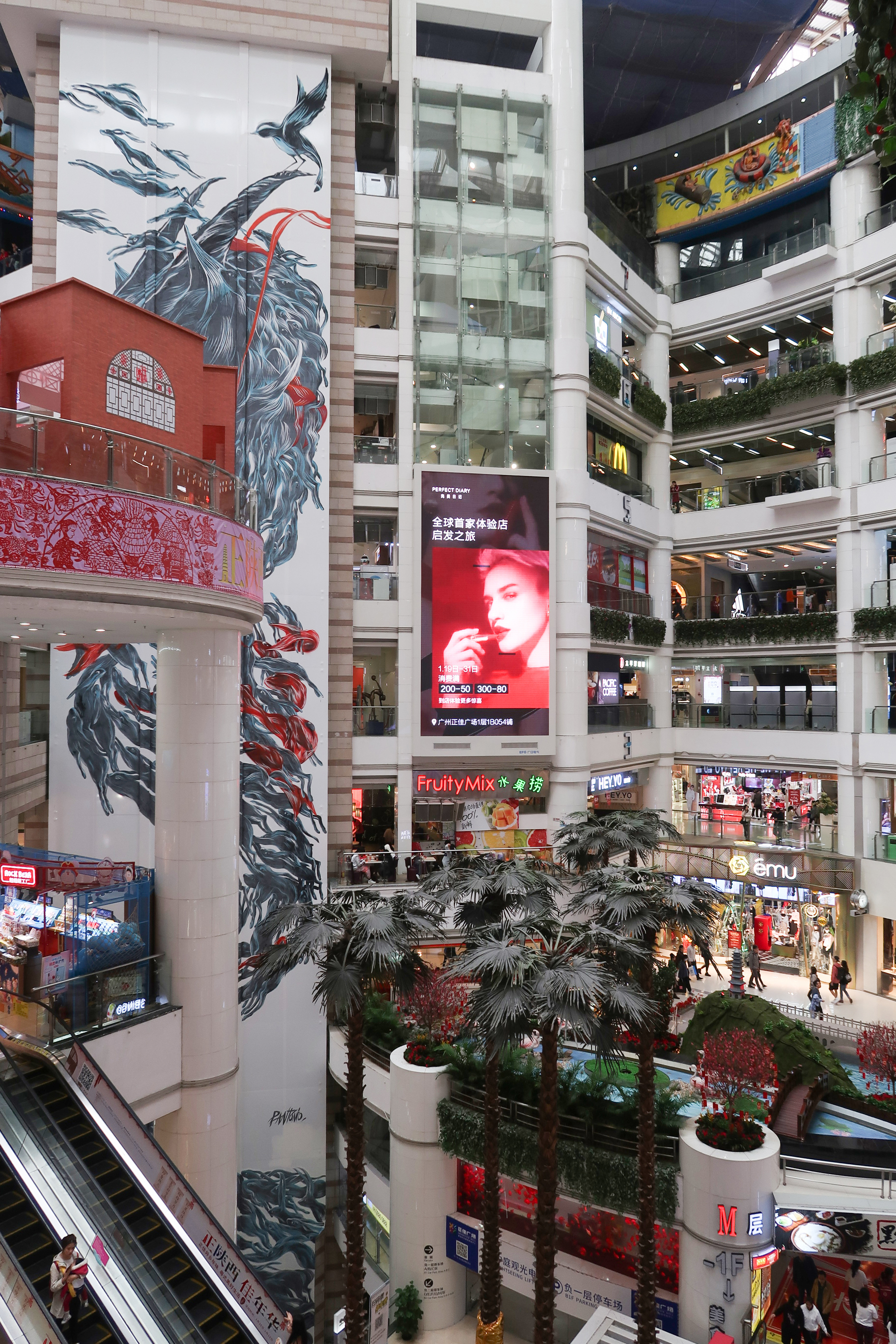
正佳广场主中庭

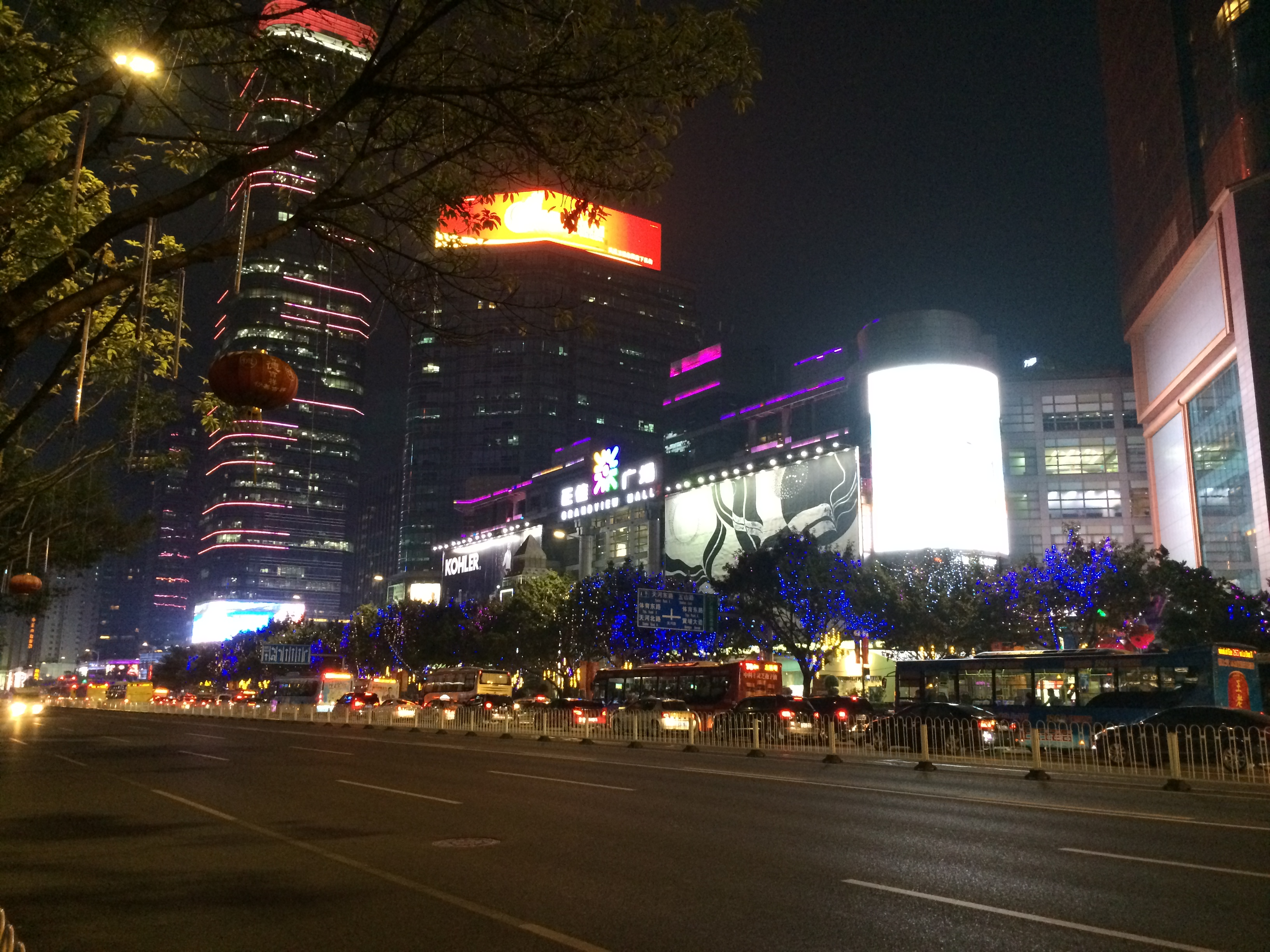
正佳广场夜景

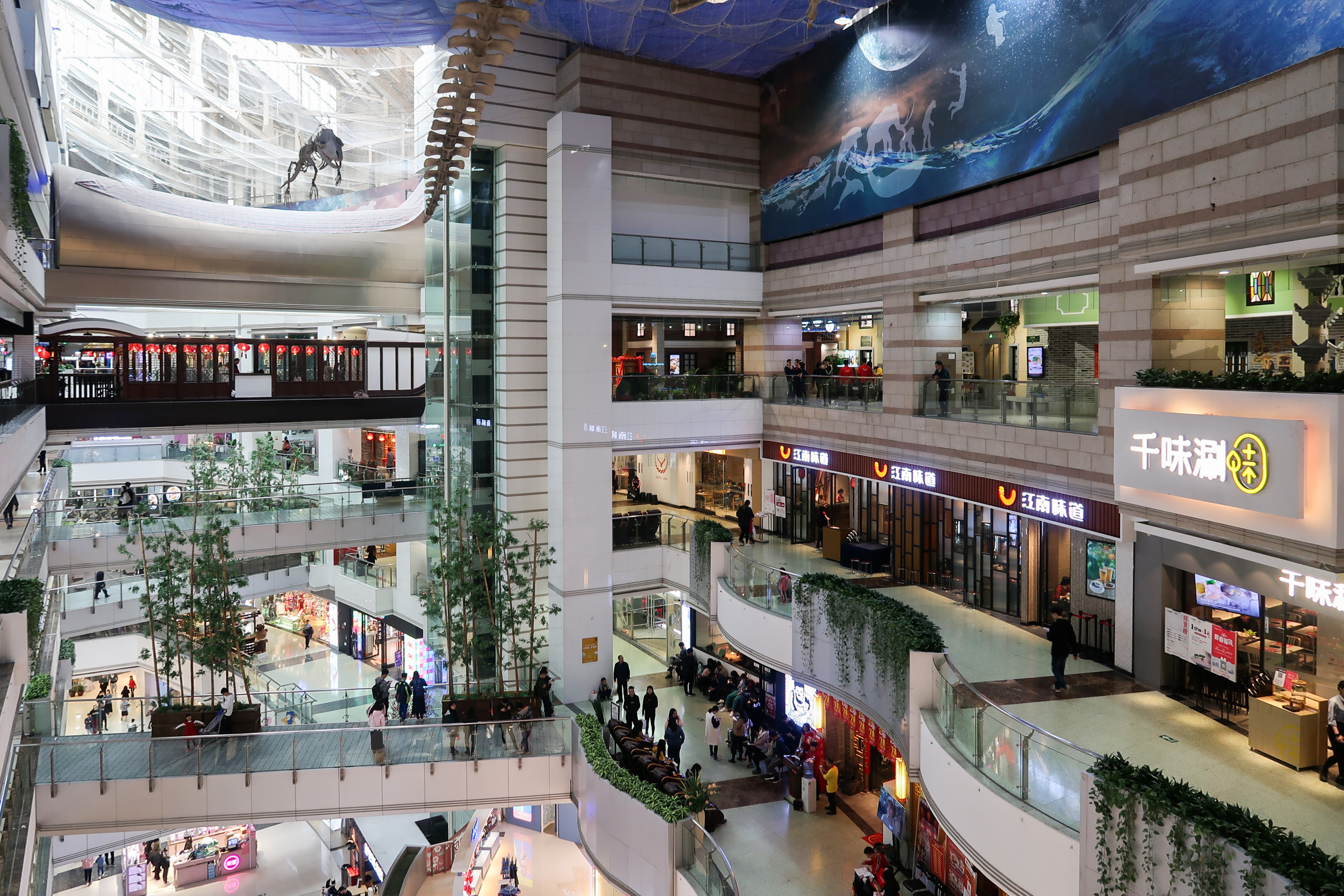
正佳广场北街

正佳广场（英文：Grandview Mall）是中国广州市的大型购物中心，位于天河区天河路与体育东路交汇处。毗邻天環廣場（前身為已拆卸的宏城广场）和天河城广场。正佳广场是华南地区规模最大的购物中心，也是全国少数坐落于商场内的国家AAAA级旅游景区。

## 小史
該物業原是1992年由泰国正大集团開始開發，作為華南重心項目，與華東的上海正大廣場相呼應。後遭遇1997年亞洲金融风暴，將項目轉手大鹏地产，大鹏權衡後主攻正佳，而延緩開發合银广场（正佳环市中心）。2003年封頂，2005年1月15日投入營運。

## 內部設施
广场占地面积5.7万平方米，建筑面积42万平方米，投资40亿元人民币。购物中心面积30万平方米，地上有7层，地下2层半；西塔是48层的五星级酒店「廣州正佳廣場萬豪酒店」和「正佳万豪金殿」；东塔为25层的写字楼，设有1500个停车位，是亚洲第二大，世界第五大的购物广场。
廣場內有廣州第三间Taste超市，于2013年7月23日开始营业，前身为百佳超級市場。另外，廣州市首間漢堡王分店亦开设在正佳廣場3樓。正佳广场西侧2、3楼为正佳极地海洋世界。

## 公共交通
广场座落於體育中心站及體育西路站中門部分，體育中心站更有地下行人隧道連接正佳廣場。
- █1号线：體育中心站
- 廣州BRT：體育中心站

## 圖片集

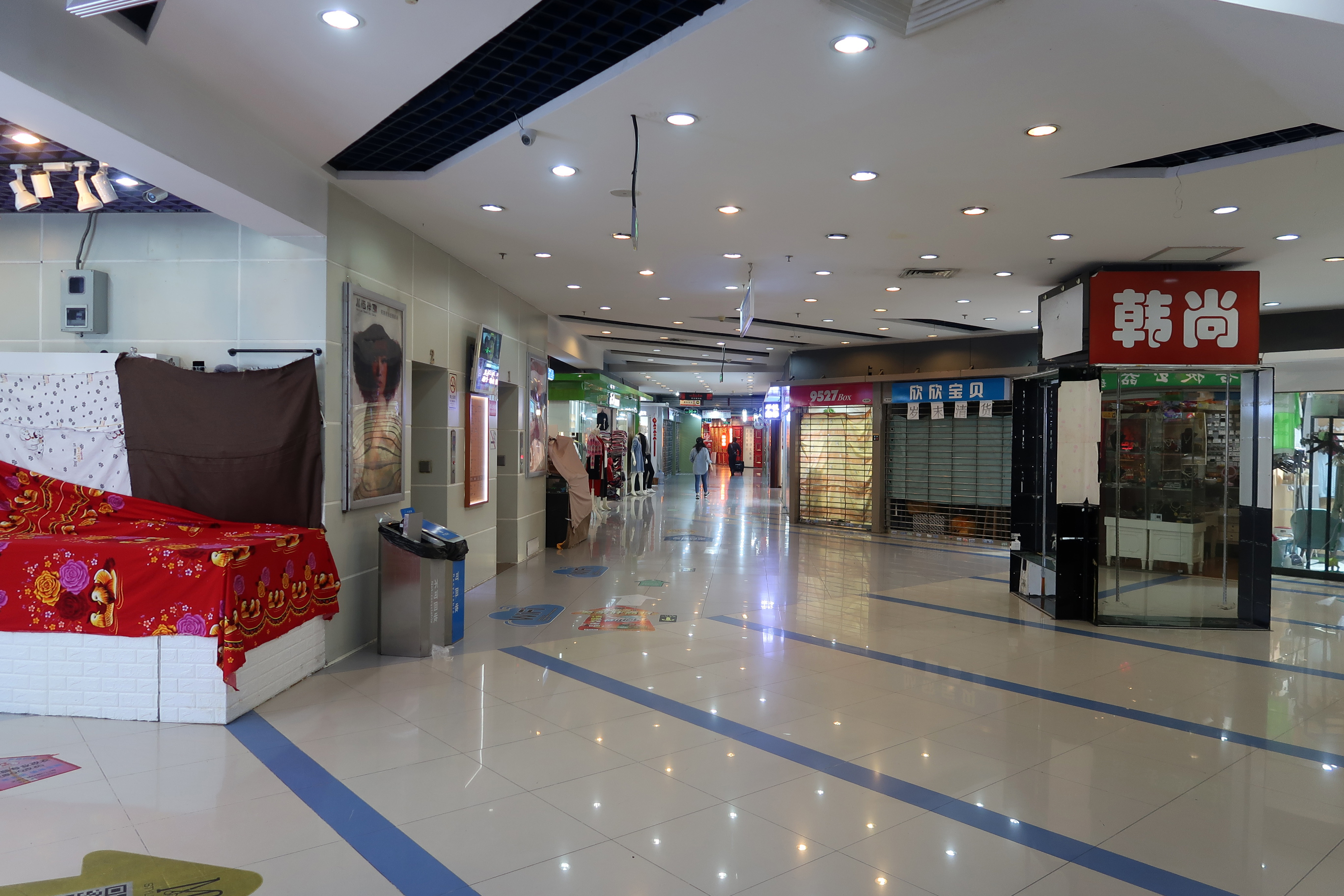
地庫以多間小商店為主
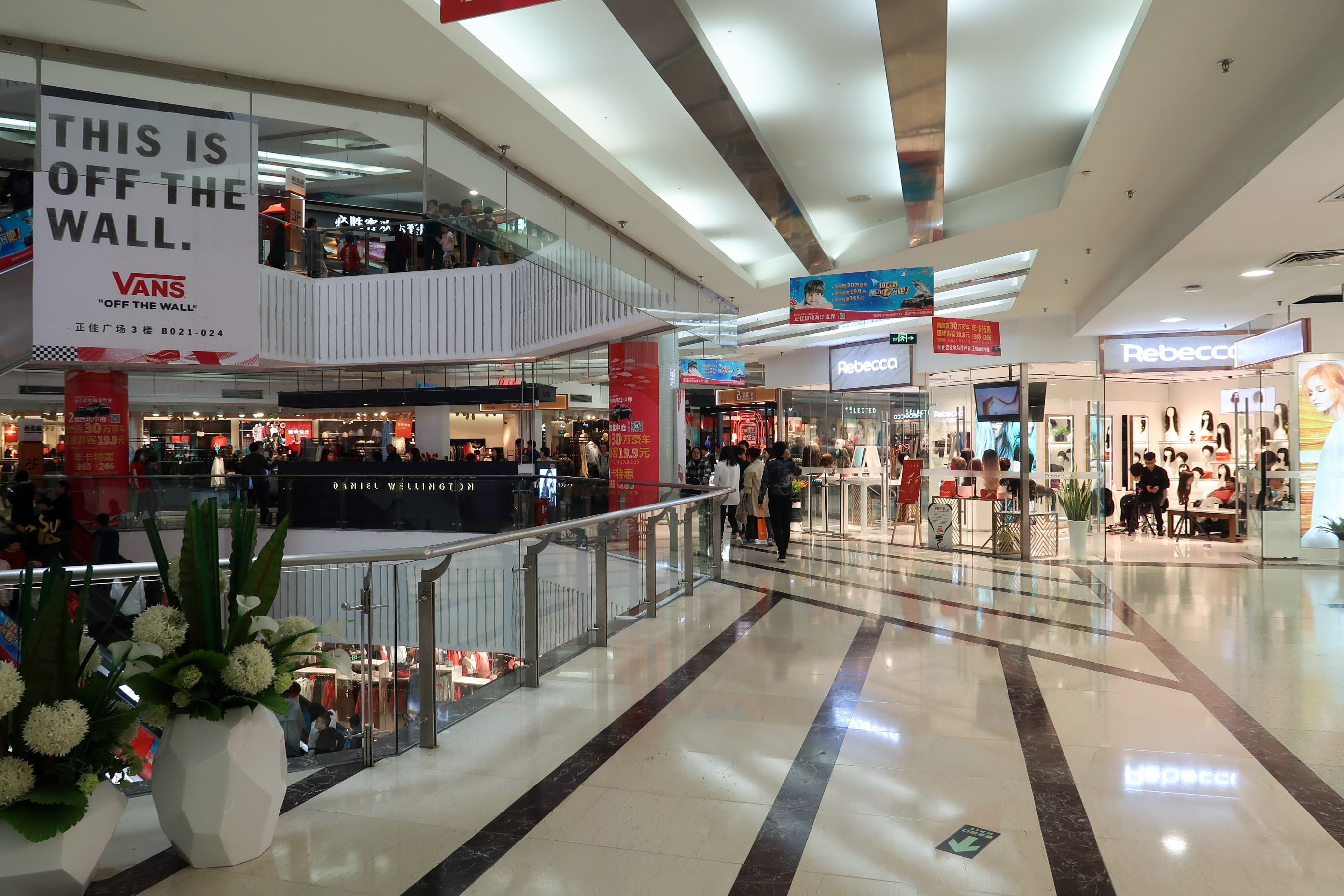
2樓商場東北面的商店
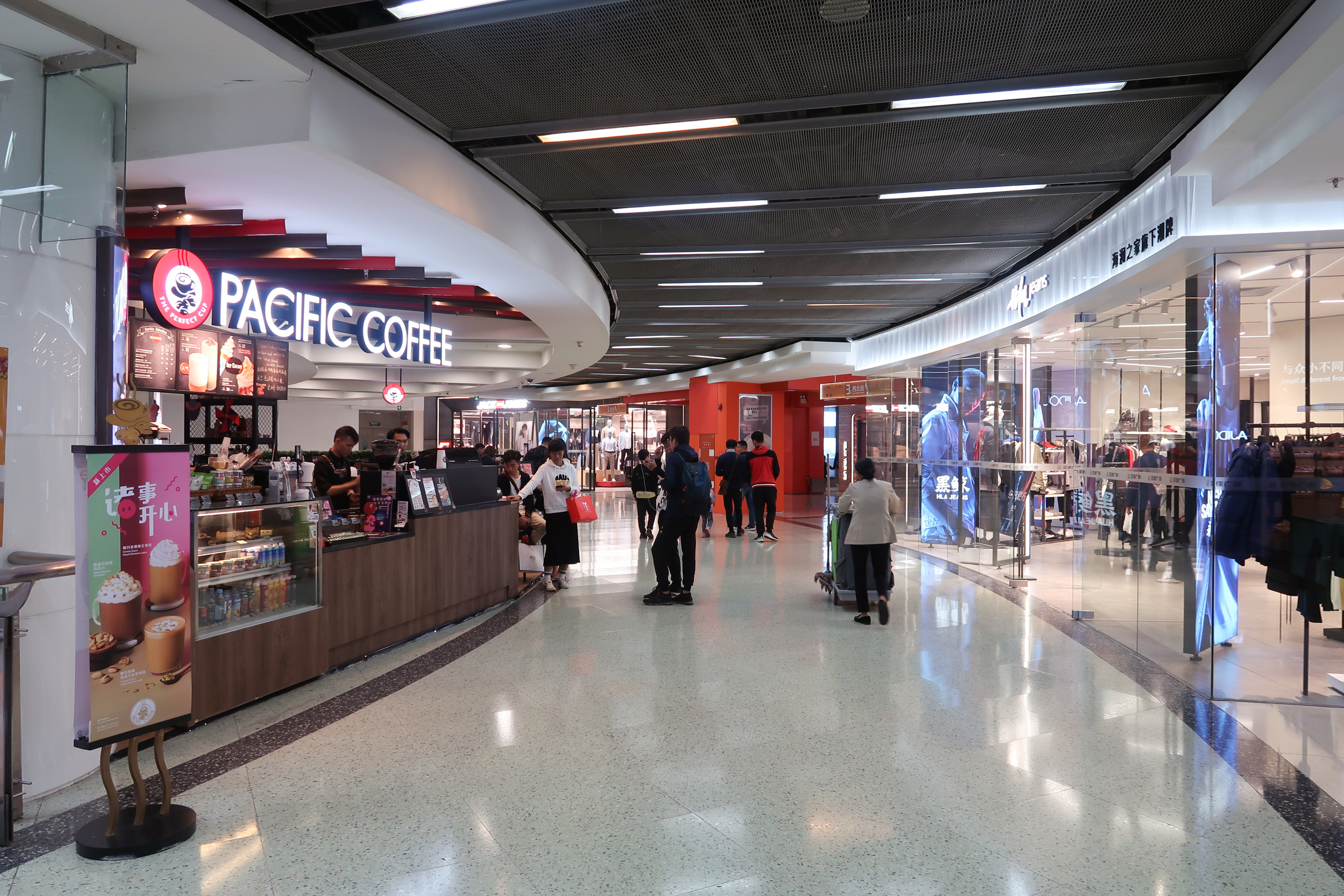
3樓商場近中庭的商店
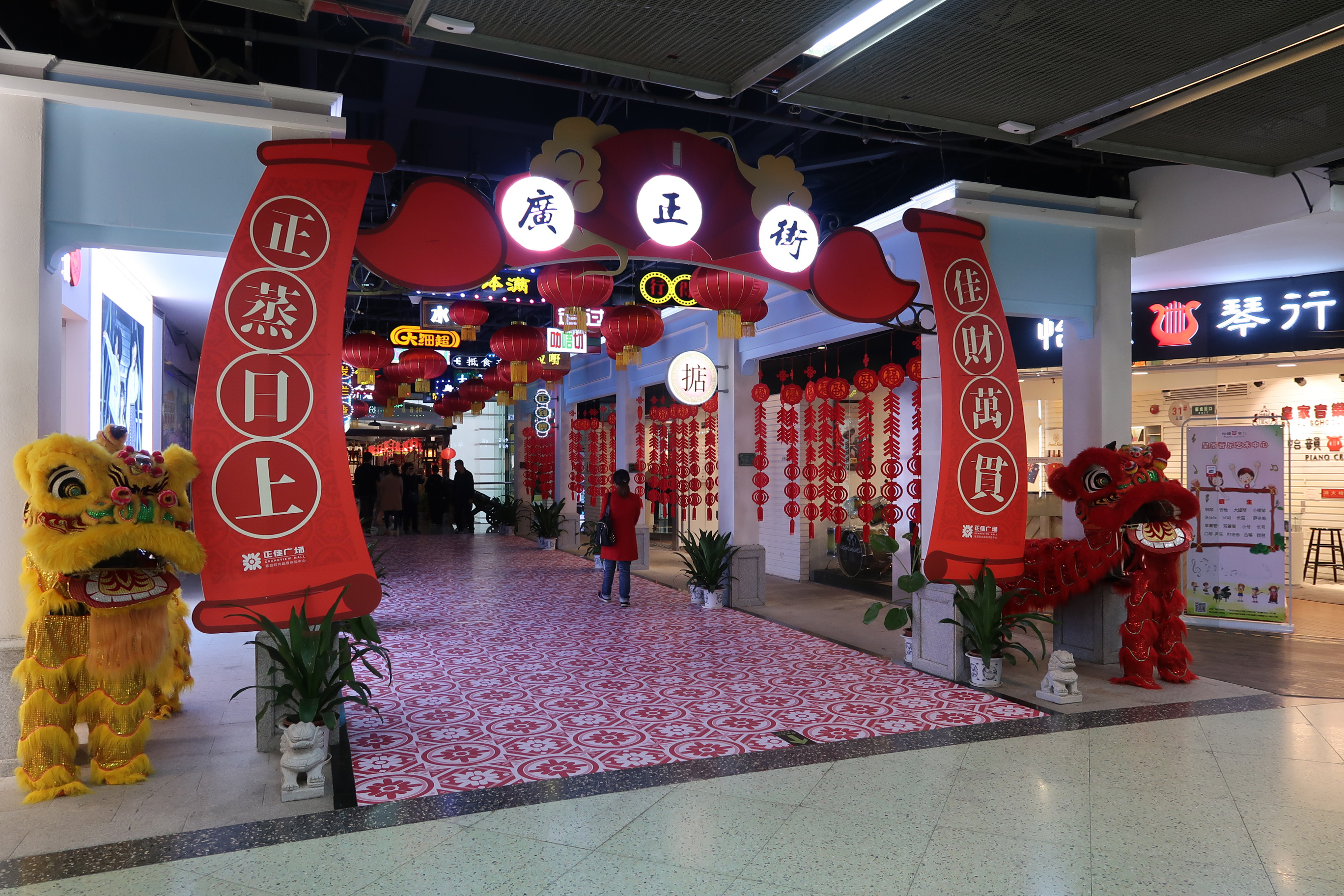
5樓商場廣正街
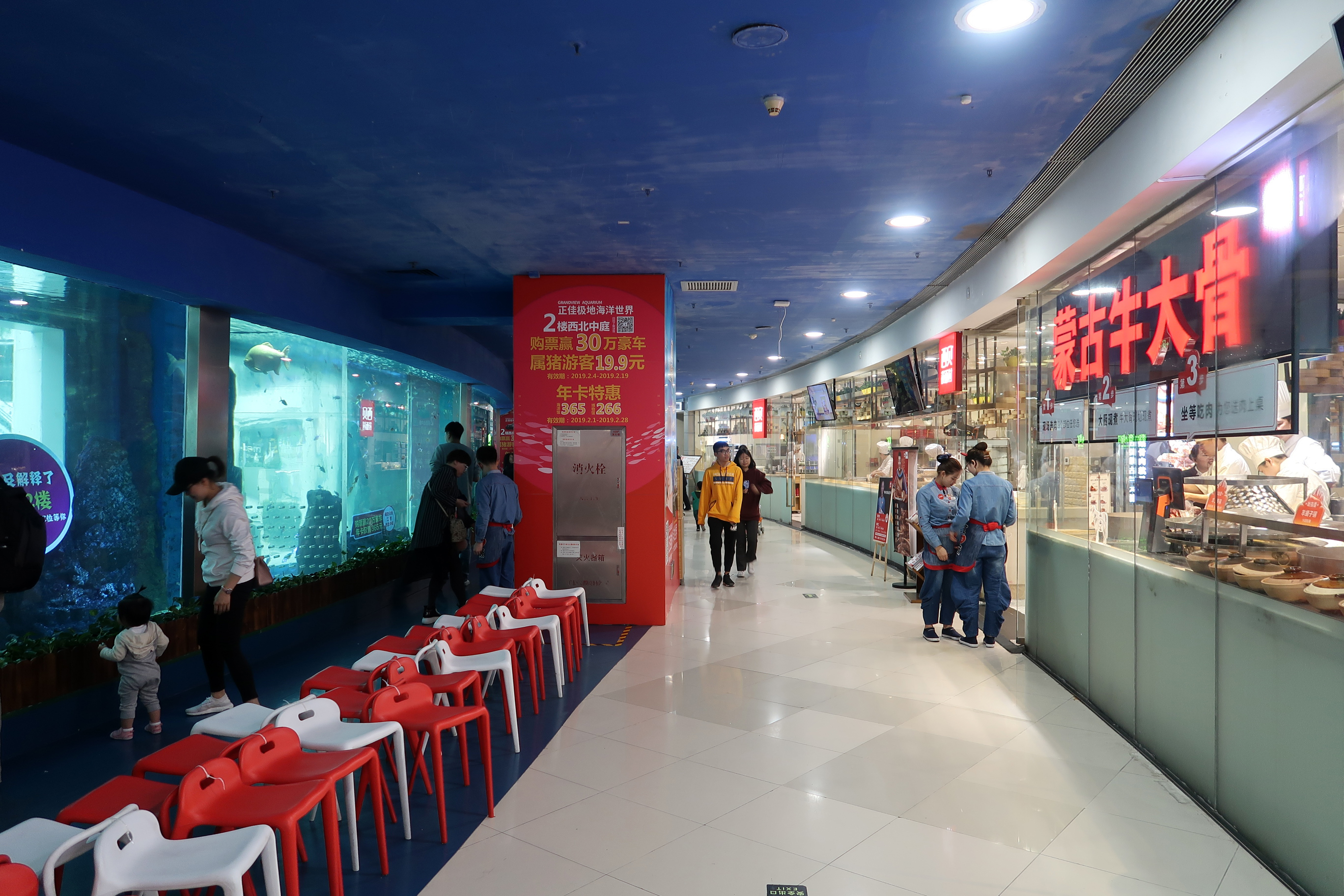
6樓餐廳

## 外部連結
- 官方网站
- 大陸通行正：靚景商場探秘 尋金廁所 （页面存档备份，存于）

23°8′4.62″N 113°19′18.35″E / 23.1346167°N 113.3217639°E